# Ariel Miranda
Ne pas confondre avec Aeriél Miranda.
Ariel Miranda (né le 10 janvier 1989 à La Havane, Cuba) est un lanceur gaucher des Mariners de Seattle de la Ligue majeure de baseball.

## Carrière
À Cuba, Ariel Miranda joue en Serie Nacional de 2007 à 2013 où sa moyenne de points mérités comme lanceur se chiffre à 3,78 en 386 manches lancées. Il fait défection de Cuba en 2014. 
Le 27 mars 2015, il signe à l'âge de 25 son premier contrat professionnel avec les Orioles de Baltimore de la Ligue majeure de baseball. Il ne joue qu'un seul match avec les Orioles, son premier dans le baseball majeur le 3 juillet 2016, comme lanceur de relève face aux Mariners de Seattle. Peu après, il est échangé aux Mariners, lorsque les Orioles l'y transfèrent le 31 juillet 2016 en retour du lanceur partant gaucher Wade Miley. Miranda est immédiatement comme lanceur partant par Seattle, et il complète l'année 2016 avec une moyenne de points mérités de 3,88 en 58 manches lancées lors de 10 départs et deux présences en relève au total pour Baltimore et Seattle.